# Zion Evrony
Zion Evrony ist ein israelischer Diplomat.
Evrony studierte an der Hebräischen Universität in Jerusalem. Er hält einen Bachelor of Arts in Soziologie und Politikwissenschaft, einen Master in Betriebswirtschaftslehre sowie einen Ph.D. in Internationalen Beziehungen. 
1973 begann er im israelischen Außenministerium zu arbeiten. Von 1995 bis 2002 war er der israelische Generalkonsul in Houston. Von August 2006 bis 2010 bekleidete Evrony den Posten des israelischen Botschafters in Irland.
Er war ab 2010 Botschafter Israels an den Heiligen Stuhl.
Evrony ist verheiratet und hat drei Kinder. Er unterrichtete Internationalen Beziehungen als visiting scholar an der Hebräischen Universität, an der Universität Tel Aviv und an der Open University of Israel.